# Jamāl Deh
Jamāl Deh (persiska: جمال ده) är en ort i Iran.   Den ligger i provinsen Khorasan, i den nordöstra delen av landet, 700 km öster om huvudstaden Teheran. Jamāl Deh ligger 1 471 meter över havet och antalet invånare är 301.
Terrängen runt Jamāl Deh är kuperad norrut, men söderut är den platt. Terrängen runt Jamāl Deh sluttar söderut.Runt Jamāl Deh är det ganska tätbefolkat, med 185 invånare per kvadratkilometer. Närmaste större samhälle är Molkābād, 16,2 km öster om Jamāl Deh. Omgivningarna runt Jamāl Deh är i huvudsak ett öppet busklandskap.